# بژژنکا
بژژنکا (به لهستانی:  Brzezinka) یک روستا در لهستان است که در گمینا اوشوینچیم واقع شده‌است. بژژنکا ۲٬۱۰۰ نفر جمعیت دارد و ۲۴۰ متر بالاتر از سطح دریا واقع شده‌است.